# Conclave de 1362
El conclave de 1362 acabà amb l'elecció de William Grimoard que prengué el nom d'Papa Urbà V, com a successor del Papa Innocenci VI. Es va celebrar al Palau dels Papes d'Avinyó, i forma part del període concegut com a Papat d'Avinyó.

## Mort d'Innocenci VI
Inocenci VI va morir el 12 de setembre 1362 a Avinyó a l'edat de 80 anys. Era el cinquè Papa consecutiu que mai va visitar la seva seu episcopal de Roma, i va residir a Avinyó. Si bé Innocenci VI tenia la intenció de tornar a Roma, el domini francès a la cúria, tampoc ho va afavorir. Innocenci VI va enviar els seus llegats a Itàlia per restaurar l'ordre (el més famós va ser Gil Álvarez d'Albornoz), però els resultats van ser satisfactoris només a mitges. D'altra banda, el Papa va fer alguns passos per eliminar els abusos existents en l'Església (alguns membres de la cúria foren condemnats per tenir més d'un sou), però la pràctica del nepotisme va continuar.

## Llista de participants
Dinou cardenals van participar en el conclave:
- Élie de Talleyrand-Périgord (creat el 25 de maig de 1331) – Cardenal-Bisbe d'Albano; Degà del Col·legi Cardenalici
- Guiu de Boulogne (20 setembre 1342) – Cardenal-Bisbe de Porto e Santa Rufina; commendatari de S. Cecilia i S. Crisogono; Vicedegà de la Universitat Sagrada de Cardenals
- Nicola Capocci (17 desembre 1350) – Cardenal-Bisbe de Frascati; arxipreste de la Basílica de Santa Maria Major
- Andouin Aubert (15 febrer 1353) – Cardenal-Bisbe de Ostia e Velletri
- Raymond de Canillac, C.R.S.A. (17 desembre 1350) – Cardenal-Bisbe de Palestrina
- Hugues Roger, O.S.B. (20 setembre 1342) – Cardenal-Sacerdot de S. Lorenzo en Damaso; Protoprevere i Camarlenc del Col·legi Cardenalici
- Guillaume d'Aigrefeuille, O.S.B. (17 desembre 1350) – Cardenal-Sacerdot de S. Maria en Trastevere
- Élie de Sant-Irier, O.S.B. (23 desembre 1356) – Cardenal-Sacerdot de S. Stefano al Monte Celio
- Pierre de Monteruc (23 desembre 1356) – Cardenal-Sacerdot de S. Anastasia; Vici-Canceller de l'Església Romana Sagrada
- Pierre Itier (17 setembre 1361) – Cardenal-Sacerdot de SS. IV Coronati
- Jean de Blauzac (17 setembre 1361) – Cardenal-Sacerdot de S. Marco
- Gilles Aycelin de Montaigu (17 setembre 1361) – Cardenal-Sacerdot de SS. Silvestro e Martino
- Androin de la Roche (17 setembre 1361) – Cardenal-Sacerdot de S. Marcello
- Guillaume de la Jugie (20 setembre 1342) – Cardenal-Diaca de S. Maria en Cosmedin; Protodiaca
- Nicolas de Besse (27 febrer 1344) – Cardenal-Diaca de S. Maria dins Via Lata
- Pierre Roger de Beaufort (28 maig 1348) – Cardenal-Diaca de S. Maria Nuova; arxipreste de Sant Joan del Laterà
- Rinaldo Orsini (17 desembre 1350) – Cardenal-Diaca de S. Adriano
- Etienne Aubert (17 setembre 1361) – Cardenal-Diaca de S. Maria en Aquiro
- Guillaume Bragose (17 setembre 1361) – Cardenal-Diaca de S. Giorgio en Velabro; Penitenciari major
- Hugues de Sant-Marcial (17 setembre 1361) – Cardenal-Diaca de S. Maria in Portico

Un cardenal es va absentar:
- Gil de Albornoz (17 desembre 1350) – Cardenal-Bisbe de Sabina; General dels Estats Papals

## Divisions al col·legi
Els cardenals van entrar al conclave el 22 de setembre, i es van dividir entre els cardenals francesos i els gascons. Un dels grups principals estava format per onze o dotze cardenals de Limoges, entre els quals hi havia tres Cardenal-nebots d'Innocenci IV i sis nebots del Papa Climent VI. Després de sis dies, els cardenals van acordar elecció d'Hugues Roger, un cardenal i nebot de Clement VI, que va rebutjar l'elecció sense embuts (diferent a altres papes que feien que rebutjaven i ràpidament acceptaven). Després, el cardenal Raymond di Canillac va sorgir com a papable però no va rebre la majoria de vots.
A causa de les divisions existents i la manca de clars favorits de la majoria dels cardenals van decidir que inicialment votarien pels que no eren considerats papables. S'esperava dispersió de vots en les primeres rondes i que de mica en mica s'elaborés un consens. Aquesta actitud va portar a un fet inesperat, ja que després de comptar els vots de la primera ronda, va resultar que almenys 15 vots, o un més que el requerit 2/3, havien estat pel cardenal Hugues Roger, el germà de Climent VI. Ho visqueren amb sorpresa i consternació, perquè ningú realment no volia per seleccionar a Roger. Es van alleujar quan Roger va negar-se a acceptar el càrrec per la seva edat avançada (69 anys). Per això a partir d'aquell moment els cardenals es van tornar més cautelosos, però ningú obtenia els dos terços requerits. En aquestes circumstàncies, els cardenals han tornat més cautelosos. En les votacions posteriors amb major probabilitat d'obtenir un aval del partit Canillac limuzyńskiej i Talleyrand i Boulogne de la facció contrària, però cap va aconseguir obtenir el 2/3 requerit.

## Elecció d'Urbà V
El carreró sense sortida on s'havien instal·lat els cardenals va fer que els electors comencessin a buscar el seu candidat entre no cardenals. Finalment, l'elecció va recaure en el benedictí abat del monestir de Sant-Victor Marsylii, Guillaume de Grimoard, conegut com a Guillaume d'Aigrefeuille. Era conegut entre els cardenals, perquè tot i no ser familiar d'Innocenci VI, va participar en diverses missions diplomàtiques. El 28 setembre de 1362 va ser seleccionat per unanimitat.
Com que els cardenals temien que els italians no deixarien sortir d'Itàlia a Grimoard si sabien que era el futur papa, simplement el van convocar a Avinyó per a fer-li una consulta. Va tardar cinc setmanes a arribar, i quan ho va fer fou coronat com Urbà V.
Cinc anys després de la seva elecció, Urbà V va cedir a les pressions i de manera temporal va retornar el papat a Roma el 16 d'octubre de 1367. Va retornar a Avinyó tres anys més tard, tanmateix, el 26 d'agost de 1370. Va morir el desembre d'aquell any.